# Hypena abalienalis
Hypena abalienalis là một loài bướm đêm thuộc họ Erebidae. Nó được tìm thấy ở miền nam Canada tới miền bắc Florida và Texas.
Sải cánh dài 25–33 mm. Con trưởng thành bay từ tháng 4 đến tháng 8. Mỗi năm loài này có ít nhất hai thế hệ.
Ấu trùng ăn loài cây du, đặc biệt cây du Mỹ, du đá.